# Yamamoto Yaeko
Yamamoto Yaeko (山本 八重子?  Aizu, Mutsu, 1 de diciembre de 1845 - Kioto, 14 de junio de 1932), también conocida como Niijima Yae (新島 八重?), fue una mujer japonesa que vivió durante los últimos años del período Edo y los inicios de la era Shōwa. Es conocida por haber sido la esposa de Joseph Hardy Neesima, el fundador de la Universidad Doshisha y la Universidad Femenina de Artes Liberales de Doshisha.
Yamamoto sirvió como enfermera durante la guerra ruso-japonesa y la primera guerra sino-japonesa; se convirtió en la primera mujer no perteneciente a la familia imperial japonesa en ser condecorada por su servicio al país.

## Primeros años
Yamamoto nació el 1 de diciembre de 1845 en la región de Aizu, antigua provincia de Mutsu, hija de Saku y Gonpachi Yamamoto, un samurái y uno de los instructores de artillería del dominio de Aizu. Su familia reclamaba ser descendientes del samurái Yamamoto Kansuke.
Yamamoto era hábil en la artillería, una habilidad inusual para una mujer del período Bakumatsu. Participó en la defensa de Aizu cuando estalló la guerra Boshin en 1868. Durante la batalla de Aizu, luchó contra el gobierno Meiji y las fuerzas de la coalición, defendiendo el castillo Aizuwakamatsu armada con un fusil Spencer junto a otros guerreros de Aizu. Antes de la batalla, Yamamoto estuvo casada con Shōnosuke Kawasaki, un erudito rangaku perteneciente al dominio de Izushi. La pareja se separó después de la derrota de Aizu cuando Kawasaki se convirtió en prisionero de guerra. Su divorcio fue completado en 1871.

### Viaje a Kioto
Después de la rendición del dominio de Aizu, Yamamoto se refugió en el cercano dominio de Yonezawa en Yonezawa, donde permaneció por un año. En 1871, viajó a Kioto con el objetivo de buscar a su hermano, Yamamoto Kakuma, quien había pasado años como prisionero de guerra bajo la custodia de Satsuma. A su llegada a Kioto, Yamamoto fue contratada como instructora sustituta en la Escuela de Mujeres de Kioto por recomendación de su hermano, quien ahora trabajaba como asesor para el gobierno de la prefectura de Kioto.
Mientras Yamamoto trabajaba en la escuela, conoció al instructor sadō de la casa de Urasenke. A través de esta interacción, pudo familiarizarse con el arte de la ceremonia japonesa del té. Obtuvo la calificación necesaria en 1894 y se convirtió en maestra de té siguiendo la tradición Urasenke, con el nombre artístico de Niijima Sōchiku. Durante su mandato en la escuela, también conoció al instructor kadō de la casa de Ikenobo. Más tarde, se le otorgó el certificado para practicar arreglos florales de Ikenobo en 1896.

## Matrimonio

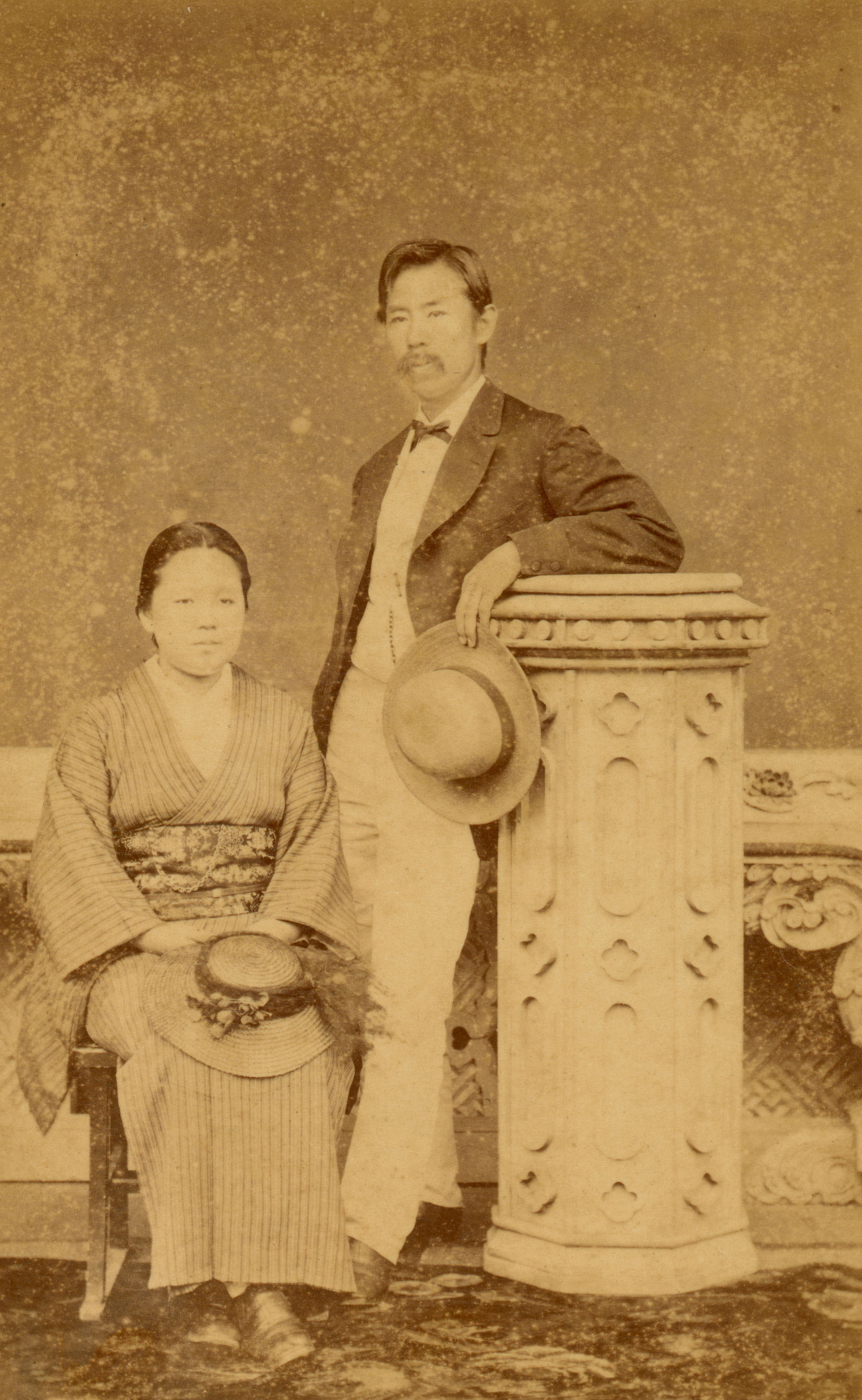
Yamamoto y su marido, Joseph Hardy Neesima, en 1876.

A lo largo de la década de 1870, Yamamoto permaneció en Kioto y se convirtió al cristianismo después de conocer al reverendo Joseph Hardy Neesima, quien solía visitar a su hermano cuando estaban en Aizu. Los dos se comprometieron poco después, en octubre de 1875. Neesima era un ex-samurái que vivió diez años en Estados Unidos con el fin de seguir estudios superiores. Regresó a Japón en 1874 e inició la construcción de una escuela al estilo occidental que promovía el cristianismo. Sin embargo, este concepto fue vehementemente opuesto por budistas y sintoístas en Kioto, quienes presentaron varias quejas al gobierno de la prefectura. Poco después de su compromiso, Yamamoto fue despedida de su puesto en la escuela debido a la presión del gobierno.
Yamamoto y Neesima se casaron el 3 de enero de 1876. Junto con Neesima y su hermano, Yamamoto se ofreció voluntaria para ayudar a dirigir la nueva escuela. Jugó un papel integral en la fundación de la Universidad Doshisha y su posterior desarrollo. Neesima fue educado en los Estados Unidos y creía en los derechos de las mujeres. Si bien contradijo las normas sociales del período Edo de Japón, resultó ser un equilibrio para mujeres enérgicas como Yamamoto. La cortesía dada por Neesima hacia su esposa fue vista como algo "malo", y en consecuencia Yamamoto fue criticada como una "mala esposa" por la sociedad japonesa a lo largo de su matrimonio. Al contrario de las parejas japonesas tradicionales, Neesima y Yamamoto eran amorosos entre sí. Neesima describió su estilo de vida como "hermoso" en una carta a amigos en Estados Unidos.

## Vida posterior

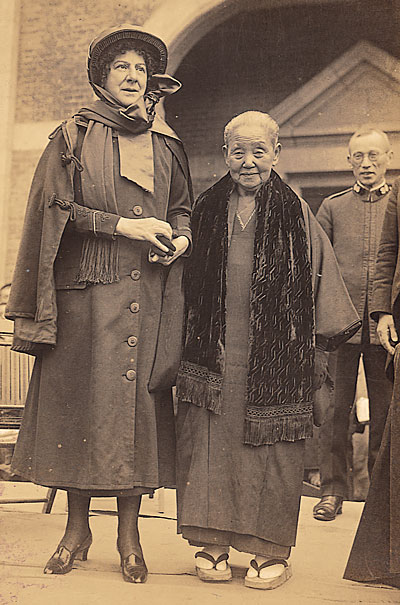
Yamamoto (derecha) junto a Evangeline Cory Booth, noviembre de 1929.

Tras la repentina muerte de Neesima el 23 de enero de 1890, Yamamoto y sus colegas de la Universidad Doshisha comenzaron a tomar caminos diferentes. Los estudiantes provenientes de los dominios de Satsuma y Chōshū no fueron muy bien recibidos por Yamamoto, puesto que ambos dominios atacaron a Aizu durante la guerra Boshin. En su vida posterior, Yamamoto centró su atención en la enfermería y se convirtió en miembro de la Cruz Roja Japonesa el 26 de abril de 1890. Durante la primera guerra sino-japonesa, se unió al ejército y pasó cuatro meses como enfermera en Hiroshima. Yamamoto dirigió un equipo de cuarenta enfermeras para atender a los soldados heridos mientras trabajaba para mejorar el estado social de las enfermeras capacitadas. Sus esfuerzos fueron reconocidos por el gobierno japonés y fue galardonada con la Orden de la Preciosa Corona en 1896.
Entre las guerras, también trabajó como instructora en escuelas de enfermería. Cuando estalló la guerra ruso-japonesa en 1904, Yamamoto se unió nuevamente al ejército y sirvió como enfermera voluntaria en el hospital del Ejército Imperial Japonés en Osaka durante dos meses. Por este servicio recibió su segunda Orden de la Preciosa Corona. Además, recibió una copa de plata en la inauguración del Emperador Showa en 1928 por su compromiso general con el país.

## Muerte
Si bien Yamamoto no tuvo ningún hijo de sus dos matrimonios, adoptó a tres niños del dominio de Yonezawa a lo largo de su vida. Sin embargo, nunca tuvo una relación muy estrecha con estos. En sus últimos años, mantuvo su residencia en la calle Teramachi en Kioto hasta que murió el 14 de junio de 1932, a la edad de 86 años. Recibió un funeral patrocinado por la Universidad Doshisha. Su sitio de sepultura se encuentra en el cementerio de Doshisha en Sakyō-ku, Kioto.